# 寝屋川市立第七中学校
寝屋川市立第七中学校（ねやがわしりつだいななちゅうがっこう）は、大阪府寝屋川市讃良東町にある公立中学校。

## 沿革

### 年表
- 1972年 - 寝屋川市立第一中学校から分離開校。
- 1973年 - 現在地に移転。
- 2011年 - 耐震工事。

## 部活動
- 運動系部活動
  - 陸上競技部（2018年現在募集停止中）
  - 水泳部（2018年現在募集停止中）
  - バドミントン部
  - 男子テニス部
  - 女子テニス部
  - 男子バスケットボール部
  - 女子バスケットボール部
  - サッカー部
  - 男子卓球部
  - 女子卓球部（2018年現在募集停止中）
- 文化系部活動
  - 吹奏楽部
  - 美術工芸部
  - 科学部

## 出身著名人物
- 山下美夢有（プロゴルファー）

## 進学前小学校
- 寝屋川市立南小学校
- 寝屋川市立堀溝小学校

## 学区内の主な施設
- イオンモール四條畷 約500m
- 寝屋川市民体育館　　⇒http://www.city.neyagawa.osaka.jp/index/soshiki/taiikukan.html

## 交通
- 京阪電気鉄道京阪本線萱島駅より約1.8km。
- JR片町線忍ケ丘駅より約2.5km。